# فیصل بن مساعد
فیصل بن مساعد بن عبدالعزیز آل سعود، شاهزاده سعودی و عضو دودمان آل سعود بود. وی فرزند شاهزاده مساعد بن عبدالعزیز آل سعود، دوازدهمین پسر ملک عبدالعزیز، بنیان‌گذار دودمان آل سعود بود.
در مارس ۱۹۷۵، ملک فیصل، پادشاه عربستان سعودی بر اثر سوءقصدی توسط فیصل بن مساعد در کاخ پادشاهی ریاض کشته شد. وی پس از قتل پادشاه، به جرم قتل عمد، گردن‌زده و قصاص شد.